# Turdus boulboul
Turdus boulboul sau mierla cu aripi gri este o specie de pasăre din familia Turdidae. Este răspândită pe scară largă în Asia, fiind prezentă în Bhutan, China, India, Laos, Birmania, Nepal, Pakistan, Thailanda și Vietnam, și este sporadică în Bangladesh. Nu sunt recunoscute subspecii.